# Coco Jamboo
Coco Jamboo is een single van de Duitse band Mr. President uit 1996. Het stond in hetzelfde jaar als tweede track op het album We See The Same Sun.

## Achtergrond
Coco Jamboo is geschreven door Kai Matthiesen, Delroy Rennalls en Rainer Gaffrey en geproduceerd door Kai Matthiesen en Rainer Gaffrey. Het is de grootste hit van Mr. President; zo is het in zowel Nederland en België als de Verenigde Staten het enige nummer van de band dat de hitlijsten bereikte. Coco Jamboo was in vele hitlijsten te vinden en het stond zelfs op de eerste plaats in Zwitserland, Oostenrijk en Zweden. Het nummer is een bekend eurodance-nummer, maar is ook geïnspireerd door het genre reggae fusion. Zanger LayZee van de band wilde het nummer eerst niet zingen, omdat hij de titel niet leuk vond. Over de betekenis van de titel is geen uitleg gegeven door de band.